# Sásdy-Schack Béláné
Sásdy-Schack Béláné, születési nevén Engel Vilma, névváltozata: Engel Malvin (Szerencs, 1867. október 22. – Budapest, 1941. május 4.) magyar költőnő.

## Élete
Engel Samu fakereskedő és Neumann Franciska gyermekeként született. 1887. augusztus 16-án Budapesten, az Erzsébetvárosi plébániatemplomban kikeresztelkedett a katolikus vallásra. Férjhez ment Sásdy-Schack Béla kereskedelmi szakíróhoz. Gyermekük Schack Manka zeneszerző.
Több verseskötete jelent meg. Számos szakkönyvvel gyarapította a Kereskedelmi Oktatási Szakkönyvtárat.
Férje 1936-ban hunyt el. 5 évvel élte túl. 1941-ben hunyt el 73 éves korában, rövid rosszullét után. A Kereskedelmi Szakoktatás lap így emlékezett meg róla:
„Sokan ismertük, szerettük, hisz nemcsak hű, odaadó feleség volt, hanem férje hivatali elfoglaltságában segítőtársa, irodalmi, társadalmi törekvéseinek teljes mértékű osztályosa. Gyakran elkísérte a fáradhatatlan és örökké tevékeny Sásdy-Schack Bélát külföldi útjaira, gyakran látta vendégül társaságot kedvelő, rózsadombi, kies hajlékuk a kereskedelmi iskolai tanárság köréből odatartó ismerősöket, jóbarátokat. Kedves, művelt, lelkiekben gazdag, szeretetreméltó lénye minden erénnyel ékes volt, amely egy magyar nagyasszonyt jellemezhet.”
A Farkasréti temetőben helyezték május 7-én nyugalomra férje sírjába. A gyászmisét a Margit körúti Budapest Országúti Szent István első vértanú templomban tartották.

## Művei
- Azokkal, akik sírnak. Versek, Hornyánszky Viktor Cs. és Kir. udvari Könyvnyomdája, Vízcsepp-Társaság, Budapest, 1917.[10][11]
- Zrínyi a költő: óraközi jelenet a leányiskolában, Szalézi Művek, Rákospalota, 1930.[11]
- Elkésett versek. Orion Kiadás, Budapest, 1939.[6][11]

Ő írta leányának, Schack Mankának a Nótáskönyvében megjelent Menyecske-nóta szövegét. Hasonlóképpen ő volt a szerzője a szintén a leánya által megzenésített Tavaszi álmoknak. Magyar nyelvre fordította Schack Manka Csendes völgy című dalának szövegét.
Az Új Idők 1917-es évfolyamában Leszámolás néven, az 1920-asban Pozsonyban van egy sir címmel jelent meg egy írása. Több verse jelent meg a Hölgyek naptárában is.